# West a Fool Away
West a Fool Away är ett album med Eddie Meduza som släpptes 1984. 
På albumet blandas konventionella rocklåtar med roliga låtar på svenska. Sketcher och mellansnack av Börje Lundin och hans bror Sven Lundin förekommer också. Bert Karlsson förlöjligas i flera av dessa, eftersom Eddie då var mitt uppe i ett bråk med Karlsson, som han kände sig lurad och sviken av. Eddie skrev också flera mindre smickrande låtar om Bert Karlsson efter bråket, och de låtarna gavs ut på kassett. Eddie hade tidigare legat på Bert Karlssons skivbolag Mariann, men lämnade det efter nyss omnämnda bråk.
Det finns två versioner av albumet. Efter bara några veckor drogs hela första pressningen in på grund av låten "Heil Hitler", som var menad som en antikrigs- och antinazistisk låt men som misstolkades. Efter protester från Gabriel Romanus, ordförande i Svenska kommittén mot antisemitism beslutade CBS att stoppa utgivningen samt exkludera låten på vidare utgivningar. Trots detta har en nyinspelning av låten ändå getts ut på kassetten "Radio Ronka Nr. 2".

## Titeln
Titeln anspelar på "nonsensengelska" sångtexter som svenska tidiga rockartister ibland använde sig av, när de kom av sig eller glömde den riktiga texten. Istället sjöng de bara nonsens som i alla fall lät som engelska. Bl.a. Little Gerhard har nämnt detta i intervjuer. 

## Låtlista

### Den ursprungliga, indragna versionen
Sida 1
1. Hey Girl
2. Hold Your Fire
3. I Don't Love You Anymore
4. California
5. Dead Man's Curve
6. Sveriges Kompani
7. Studiostädare Börje Lundin
8. West a Fool Away (Noshörningsversion)

Sida 2
1. Undanflykter
2. Punkar'n Å Raggar'n
3. Sverige Vart E Vi På Väg
4. Heil Hitler
5. Dunder Å Snus (Text av Lennart Hellsing under pseudonym)
6. Skarapersiflage
7. West a Fool Away
8. Bröderna Lundin Rensar Studion
9. West a Fool Away (Elefantversion)

### Den senare versionen, utan "Heil Hitler"
Sida 1
1. Hey Girl
2. Hold Your Fire
3. I Don't Love You Anymore
4. California
5. Dead Man's Curve
6. Leader Of The Rockers
7. Studiostädare Börje Lundin
8. West A Fool Away (Noshörningsversion)

Sida 2
1. Undanflykter
2. Punkar'n Å Raggar'n
3. Sverige Vart E Vi På Väg
4. Sveriges Kompani
5. Dunder Å Snus  (Text av Lennart Hellsing under pseudonym)
6. Skarapersiflage
7. West A Fool Away
8. Bröderna Lundin Rensar Studion
9. West A Fool Away (Elefantversion)

### CD-utgåva
Albumet återutgavs på CD 2002, efter Eddie Meduzas död, liksom flera andra av hans tidiga album som inte funnits på CD tidigare.
På Cd-utgåvan (som är baserad på den reviderade albumutgåvan) finns också tre bonuslåtar, nämligen
- Jag vill ha en brud med stora pattar
- Hej På Dig Evert, Boogie-woogie
- FisDisco

## Listplaceringar
| Lista (1984) | Topplacering |
| ------------ | ------------ |
| Sverige      | 26           |